# Habilitat
L' habilitat és el grau de competència d'un subjecte concret enfront d'un objectiu determinat. És a dir, en el moment en el qual s'ha arribat a l'objectiu proposat en l'habilitat, es considera que aquesta s'ha assolit a pesar que aquest objectiu s'hagi aconseguit d'una forma poc depurada i econòmica. Es considera l'habilitat com una aptitud innata o desenvolupada o diverses d'aquestes, i al grau de millora que s'aconsegueixi a aquesta o aquestes mitjançant la pràctica, se la denomina talent.

## Nivells de competència
Els graus de competència o domini d'una habilitat s'expliquen segons el denominat model de Dreyfus:
- novell = l'aprenent copia o aplica les normes del mestre o model, no té en compte el context sinó que la seva atenció es focalitza en el control progressiu de l'habilitat a base de repetir-la; sol necessitar ajuda externa o validació posterior
- iniciat = percep les fases del procés, s'inicia en la metacognició i l'autonomia; l'ajuda externa es limita
- competent = és capaç de prendre decisions sobre les tasques i planificar, pot relacionar l'habilitat amb d'altres; no necessita ajuda per realitzar les tasques
- proficient = insereix l'habilitat en un context global, aprecia possibles desviacions i implicacions del que està fent, pot ensenyar a altres individus
- expert = aplica l'habilitat a noves situacions, innova en la tasca, aplica la intuïció i el pensament racional a l'anàlisi del context